# Meister von Waha

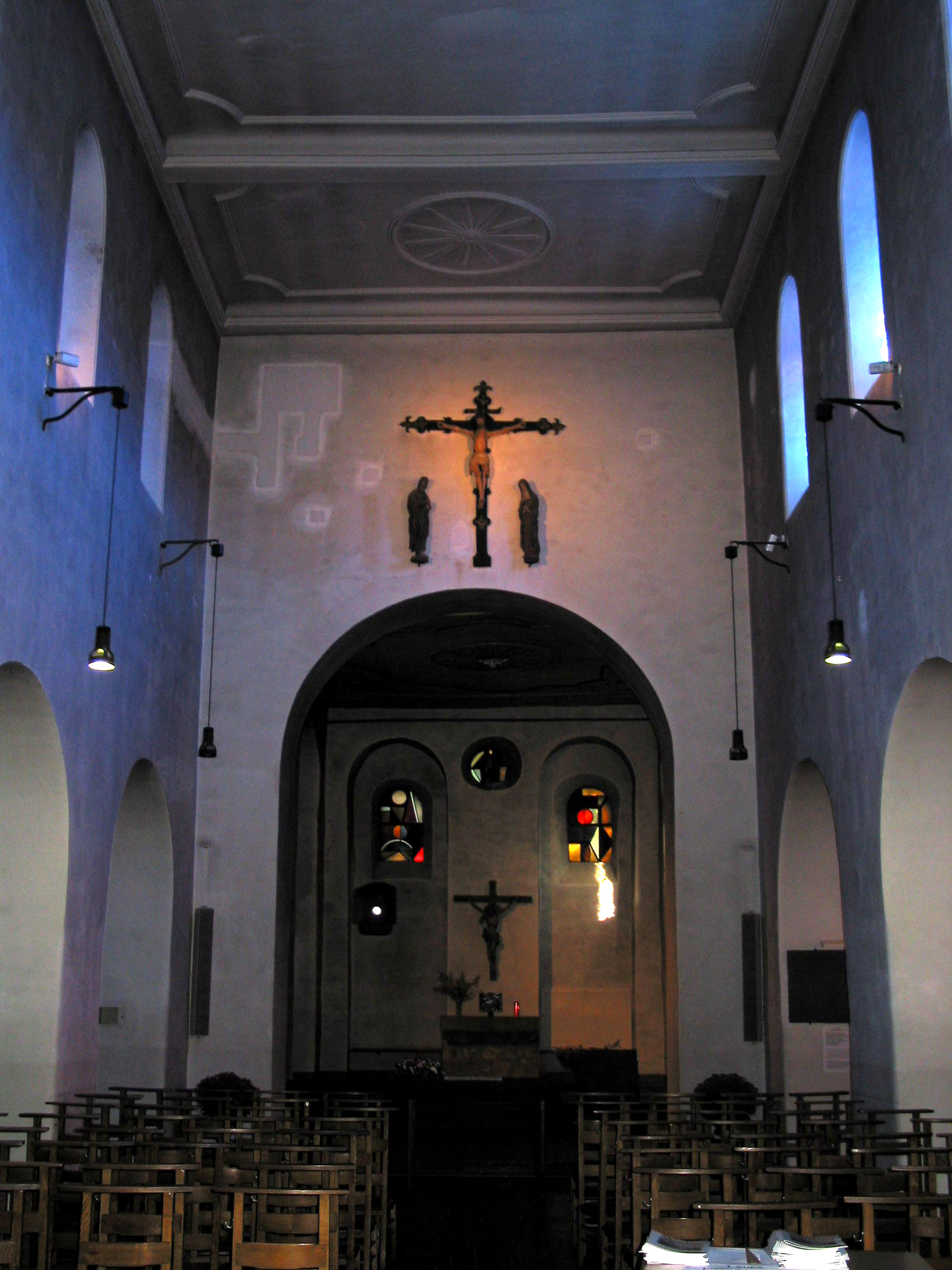
Innenraum der Stephanskirche in Waha mit der Kreuzigungsgruppe des Meisters von Waha aus dem 16. Jahrhundert

Als Meister von Waha (wal. Maitre de Waha, Maitre du calvaire de Waha, bel.-nl. Meester van Waha) wird ein Holzbildhauer des ausgehenden Mittelalters bezeichnet. Der namentlich nicht bekannte Künstler war am Anfang des 16. Jahrhunderts in der Region Famenne tätig. Er erhielt seinen Notnamen nach seinen sechs Figuren im Ort Waha, heute Teil der Gemeinde Marche-en-Famenne in der Provinz Luxemburg des heutigen Belgiens. Neben diesen Figuren, zu finden in der dortigen Stephanskirche, darunter eine dreiteilige Kreuzigungsgruppe, werden dem Meister einige weitere Plastiken zugeschrieben, die sich in einem Museum in Marche-en-Famenne befinden.
Der Meister von Waha wird als ein bedeutender letzter Vertreter des spätgotischen Stils in der Region betrachtet, ein letztes Zeugnis dieses Stils vor dem Übergang in die Renaissance.
Warum und wie gerade das mittelalterliche, nicht unbedingt reiche oder kirchlich damals bedeutende Waha sich solchen prächtigen und kostbaren Figurenschmuck leisten wollte, ist nicht zu klären, jedoch wird nach seiner Benennung nach dem Ort in neuerer Zeit der Meister von Waha dort als ein zeitloser Bildhauer und eine herausragende Persönlichkeit gefeiert.